# Trogoxylon spinifrons
Trogoxylon spinifrons är en skalbaggsart som först beskrevs av Pierre Lesne 1910.  Trogoxylon spinifrons ingår i släktet Trogoxylon och familjen kapuschongbaggar. Inga underarter finns listade i Catalogue of Life.